# Минский автобус
Ми́нский авто́бус (бел. Мінскі аўтобус) — система автобусного движения в городе Минске. Является основным видом наземного пассажирского транспорта города и ближайшего пригорода. В настоящее время город имеет развитую автобусную сеть, которую обслуживают более 1500 автобусов, действуют 5 автобусных парков и автовокзал Центральный. Как и остальные виды пассажирского транспорта, автобус обслуживает государственное предприятие «Минсктранс».

## История

### Становление автобусного движения
Автобусное движение в Минске было начато 23 октября 1924 года. С мая 1925 года начались межгородские пассажирские перевозки. Автобусы середины 20-х по понятным причинам были исключительно импортными — советских тогда ещё просто не существовало. По улицам Минска ходили британские Leyland, американские автобусы Ford, итальянские Fiat, немецкие MAN, французские Renault, австрийские Steyr — всё это были небольшие машины, которые были рассчитаны на 20-40 пассажиров. Ежедневно каждый такой автобус делал 10-12 рейсов и перевозил примерно 700 человек.
В конце 20-х в Минск начали поступать первые советские автобусы — 12-местные московские АМО-Ф15, а в 1931 году — более вместительные (от 27 до 35 мест) ярославские Я-6. С 1935 года в городе работали в основном московские ЗИС-8, а с марта 1940 года — элегантные ЗИС-16, чей кузов соответствовал последней автомобильной моде. Все они обслуживались кондукторами, посадка в автобус осуществлялась только через заднюю дверь. Идя по линии, автобусы приостанавливались по требованию где угодно, как современные маршрутки.
Изначально в Минске действовало три маршрута, а чуть позже — шесть. Движение начиналось в 7 часов утра, заканчивалось в 23 часа. Основным местом отправления была площадь Свободы — оттуда автобусы ехали на Ляховку, Кальварию, Козырево и Дрозды. Ещё два маршрута связывали вокзал с Комаровкой и Серебрянкой, а также с Переспой (Сторожевкой).
Езда на автобусе была затратной. Например, за проезд участка площадь Свободы — электростанция «Эльвод» нужно было заплатить 10 копеек, а чтобы попасть с вокзала до Комаровки — 25 копеек. Скорость движения автобусов не превосходила 25 км/ч, часто они ломались, а зимой движение практически замирало из-за отсутствия качественной резины. Бензин стоил дорого, запчастей к импортным машинам не хватало. Поэтому автобусы не могли конкурировать с конкой: если в течение 1926—27 годов автобусы перевозили 774 000 пассажиров, то Минская конка — свыше 1 700 000 человек. Трамвай, появившийся в 1929-м году (стоимость билета на любое расстояние — 10 копеек) нанес минскому автобусу ещё более сильный удар. На десять лет в городе остался единственный маршрут — «Площадь Свободы — Козырево», к которому в марте 1940-го добавилась линия «Товарная станция — Парк культуры и отдыха». Во время Великой Отечественной войны почти что весь подвижной состав минского автобусного парка был уничтожен.

### Послевоенное время
Во время Великой Отечественной войны почти весь подвижной состав Минского автобусного парка был уничтожен немецкими оккупантами. Но, чудом уцелел «Лейланд Я-6». В феврале 1947 года образован Минский автобусно-таксомоторный парк, в котором на тот момент содержалось от 30 до 50 автобусов. Движение восстановили весной 1947 года. Появился первый послевоенный автобусный маршрут № 1 «Товарная станция — Дом печати». Чуть позже появился № 1А «Аэропорт — Дом печати», на котором работала всего лишь одна единица подвижного состава, но на те времена этого было достаточно.

### 1960-е — 1990-е годы

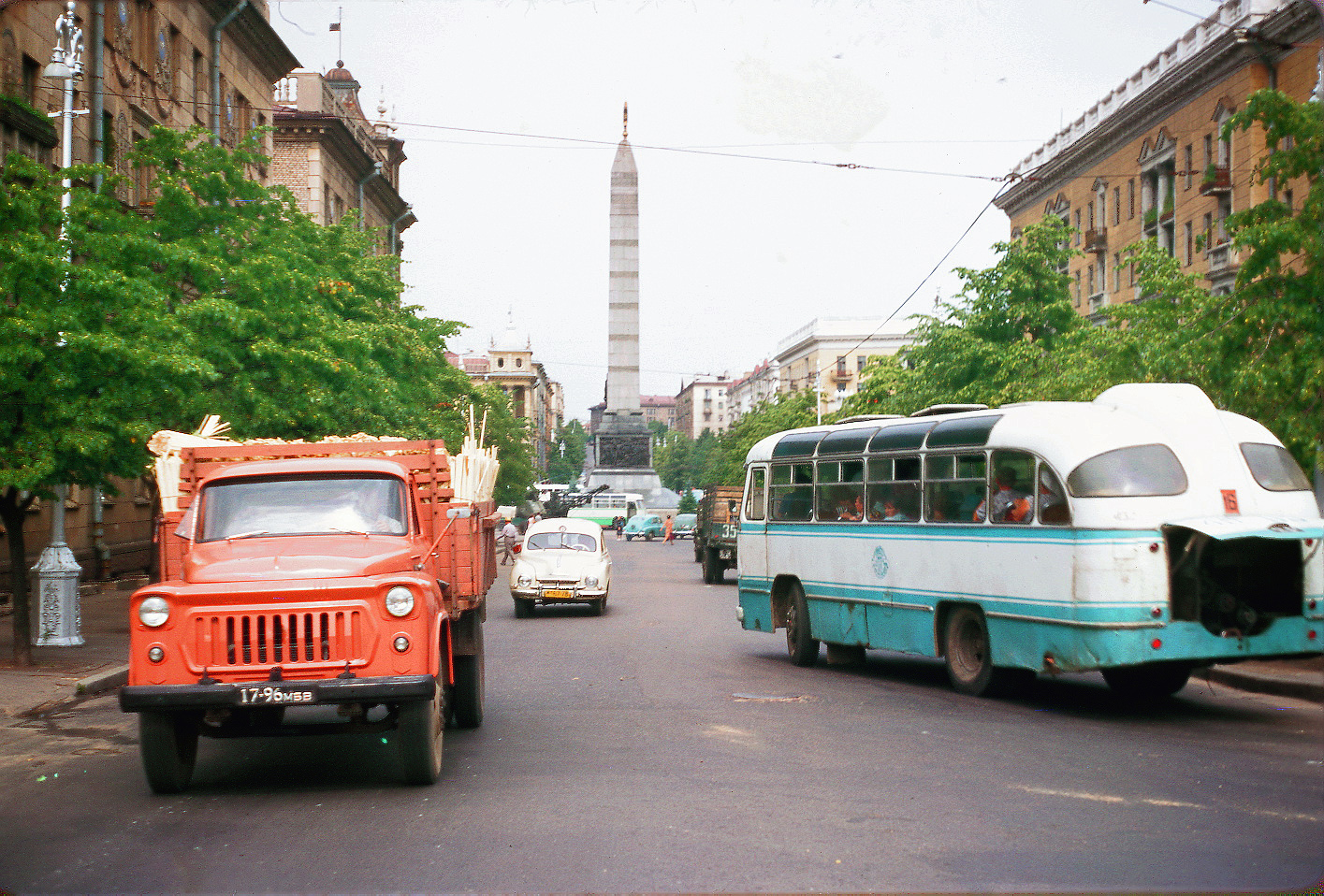
Минск в 1964 году, справа виден автобус ЛАЗ

В январе 1958 года была отменена старая система платы за проезд в зависимости количества остановок. На автобус и троллейбус был введен единый тариф, который составил 40 копеек. С февраля 1961 года, после денежной реформы, автобусный билет стал стоить 5 копеек, однако в 1976-м его цена в Минске снизилась до 4 копеек, снова, как и в 1958 году, сравнялась со стоимостью троллейбусного билета. Это был самый дешёвый автобусный проездной билет в СССР — в других крупных городах он продолжал стоить 5 копеек. Переход на компостеры произошёл в 1972 году А стоимость билета оставалась неизменной до 15 марта 1991 года, после чего она поднялась до 15 копеек.
В 1959 году в Минск начали поступать новые городские автобусы ЗИЛ-158, которые сменили ЗИС-155. Но массовыми для Минска они не стали, хотя их производство (уже на Ликинском заводе, под маркой ЛиАЗ-158В) продолжалось более десяти лет. Так случилось потому, что Минский автобусный парк предпочёл другую машину — ЛАЗ-695 различных модификаций. Эти автобусы имели ряд преимуществ — зимой в них было тепло, а мотор обеспечивал нормальную скорость.

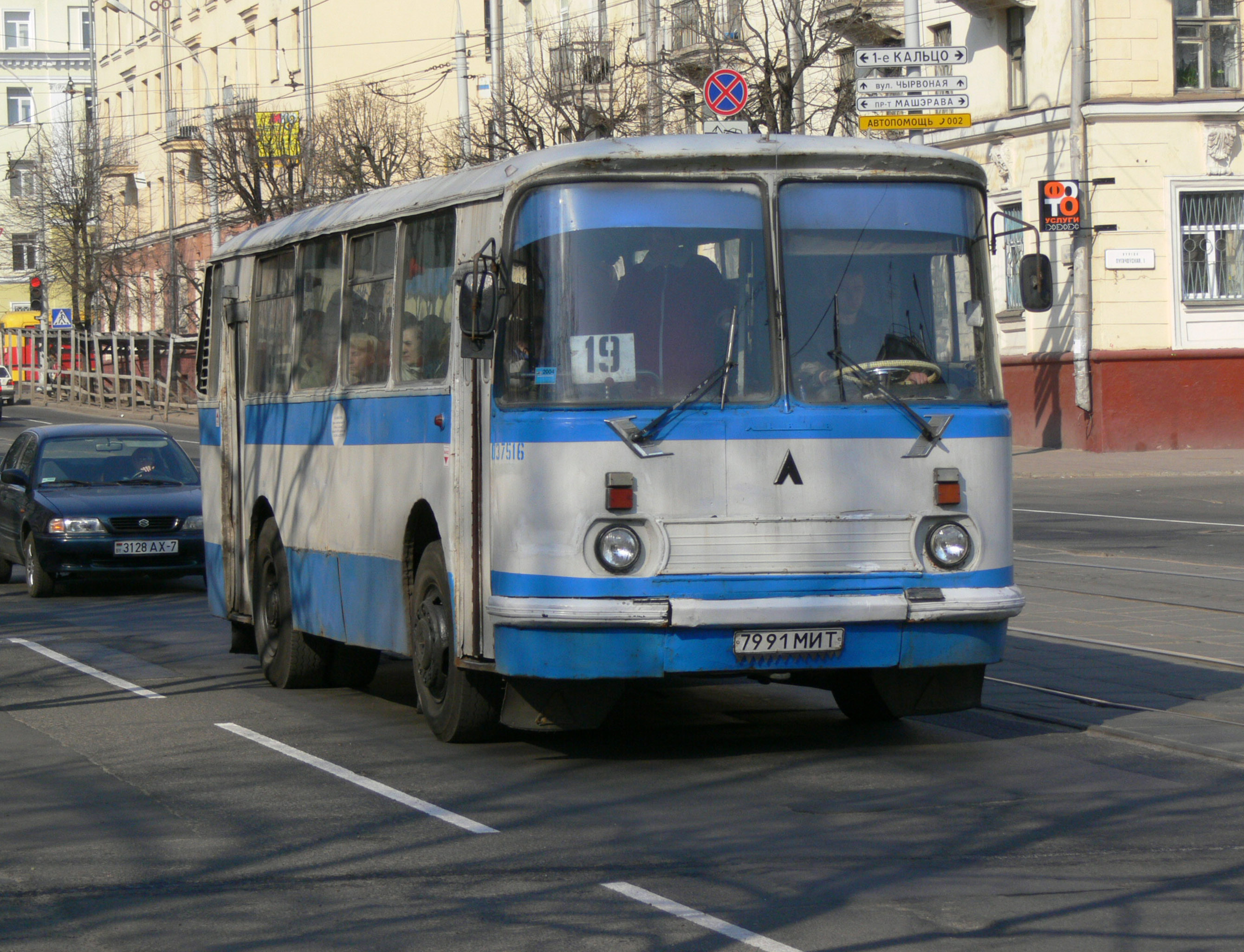
ЛАЗ-695Н в стандартной для Минска окраске

Львовские автобусы прочно закрепились на минских улицах, и использовались все 60-е годы. ЛАЗы работали на большинстве городских маршрутов, которых в 1967 году насчитывалось уже 43. Основными точками отправления являлись Привокзальная площадь (3, 4, 5, 6, 8, 10, 11, 12, 13, 25, 34, 36, 38, 41, 42, 43 маршруты), Автозавод (2, 9, 17, 21, 22, 33), площадь Веры Хоружей (15, 19, 20, 32, 39) и площадь 8 Марта (7, 14, 16, 24).
Примерно с конца 60-х, когда начали появляться первые Икарусы и ЛАЗы нового поколения, устаревшие ЛАЗы начали уходить с центральных маршрутов на окраинные.
Первые пять минских Икарусов пошли по маршруту 13 (Вокзал — Ленинский проспект — Волгоградская ул. — ул. Якуба Коласа — Зелёный Луг). Автобусы были переданы во все колонны 1-го автобусного парка и работали на 1, 2, 3, 13 и 16 маршрутах.
Примерно в 1971—1972 годах в Минске появились и одинарные варианты Икарусов, трехдверные Ikarus 556. Однако время бело-красно-белых Икарусов в столице Белоруссии оказалось непродолжительным к 1977-му их практически не осталось на городских маршрутах. В Москве и Ленинграде последние такие машины были списаны чуть позже, в 1980 году.
В 1975 году насчитывалось 532 автобуса, которые курсировали по 58 городским маршрутам (535 км), за год было перевезено 306,4 млн человек. Также действовали 109 пригородных и 130 междугородных маршрутов.

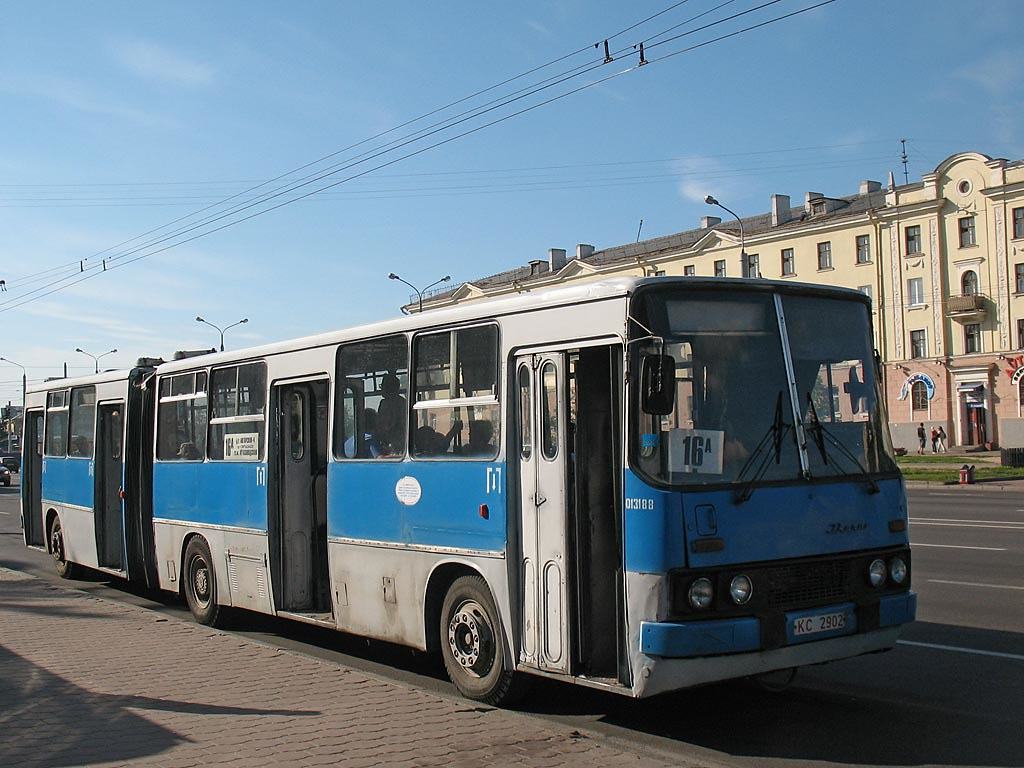
Ikarus 280 в Минске

В 1969 году, практически одновременно с первыми Икарусами, в 4-й автобусный парк Минска поступила партия новых автобусов — ЛиАЗ-677 (1968—1980 гг.). По сравнению с ЛАЗами у ЛиАЗов были свои плюсы — большая вместимость (80 человек, хотя обычно перевозилось гораздо большее количество пассажиров), две широкие двери с накопительными площадками. Но минчанам ЛиАЗы запомнились главным образом следующими недостатками: плохо закрывающимися дверями, частичной системой отопления, малым количеством сидячих мест (всего 25). А водители не любили ЛиАЗы за частые поломки двигателя и коробки передач. С 1980 года в город поступила улучшенная версия ЛиАЗ-677М. Окрашивались эти машины в разные цвета: в 70-х в основном в белый с цветными (красными, зелеными, синими) поясками по кузову, позже — в песочный или темно-красный, двери при этом были белыми.
Новые венгерские автобусы моделей Ikarus 260 (одинарный) и Ikarus 280 («гармошка») появились в Минске в 1973 году и ездили по минским улицах почти 30 лет (последний новый Икарус из Венгрии прибыл в Минск в 1991 году). В начале XXI века по Минску ездили в основном купленные в течение 90-х годов Икарусы из Москвы и бывших соцстран — Польши, ГДР, Чехословакии, которые прошли капитальный ремонт. Их легко было узнать по разнообразной окраске (белой, бело-красно-белой, бело-сине-белой, бело-зелено-белой и т. п.), а также по иностранным надписям на бортах и предупредительных надписях внутри салона, которые были сделаны на немецком или чешском языках.
С началом перестройки для минского автобуса пришли тяжелые времена. По городским улицам продолжали ходить ЛАЗы, ЛиАЗы и изношенные Икарусы. В конце 1980-х на маршрутах появились новые ЛиАЗ-5256. Но третье поколение ликинских автобусов оказались ненадежными в эксплуатации. Тем не менее в начале 2000-х годов в Минске ещё хватало таких ЛиАЗов, которые уже эксплуатировались двадцать лет.

### Период независимости

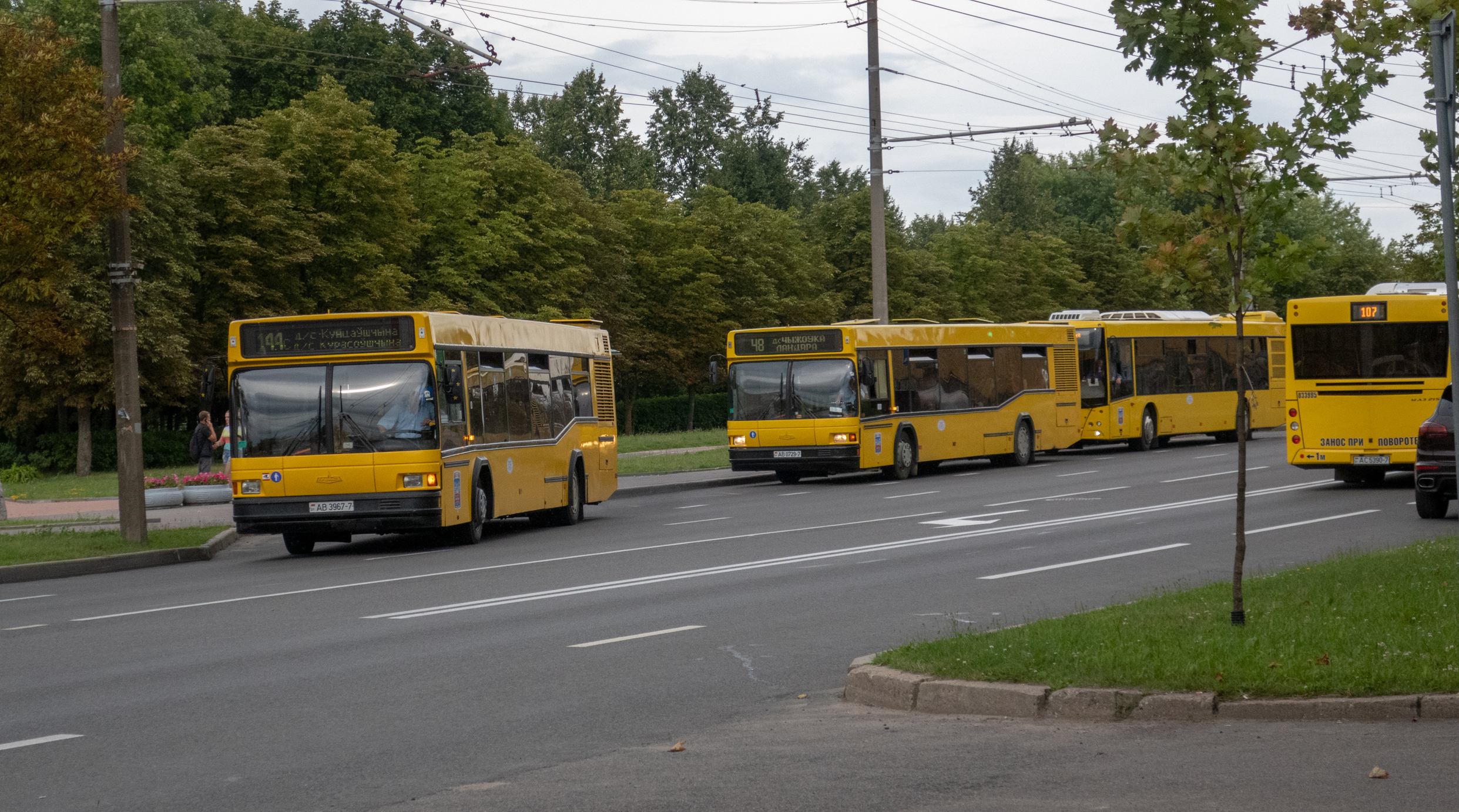
4 автобуса МАЗ нового стандартного жёлтого цвета (2019 год)

С началом 1990-х начались отчаянные попытки спасти положение за счет закупок бывших в употреблении импортных машин. В первую очередь это были Ikarus 280, в 1996 году были приобретены: одна чехословацкая Karosa В 741 (она работала на маршрутах 25, 29, 44, 542 и 589), немецкий Mercedes-Benz O345 (ГРН 5372 КМ; работал на 40 маршруте) и по одному новому «Икарусу» — одинарному 415 и сочлененному 435 (они работали на 24 и 87 маршрутах). Были в Минске и двухэтажные автобусы. Четыре немецких автобуса MAN, которые были приобретены в 1994 году, некоторое время делали коммерческие рейсы в район рынка «Ждановичи».
Однако выходом для города стало решение руководства Минского автомобильного завода начать производство собственных автобусов. Летом 1992 года были собраны первые пять машин из комплектующих немецкого завода Neoplan. Но в те годы они оказались очень дорогими в производстве (каждый автобус стоил около 200 000$). А начиная с 1996 года новые МАЗ-103 начали выходить на улицы столицы.
Начиная с июля 2007 года, все старые автобусы начали списывать и заменять на новые, белорусского производства. До 2014 года автобус перевозил наибольшее число пассажиров, уступив свои позиции метрополитену. Доля пассажиропотока, среди всех видов пассажирского транспорта города — 37,3 % в 2017 году.

## Маршруты

### Городские маршруты

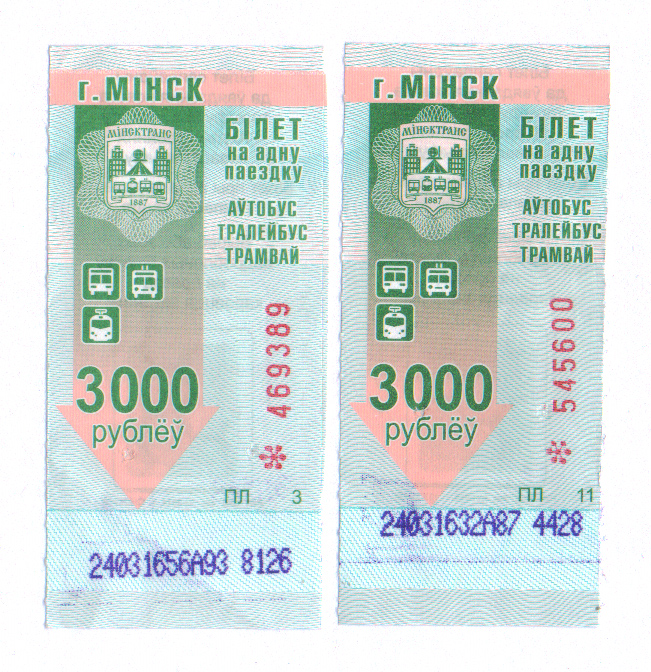
Талоны на проезд в общественном транспорте Минска, 2014 год. Внизу видны отметки, сделанные электронным компостером: 24031656А93 8126 (24 марта в 16:56, маршрут № 93, госномер 8126) и 24031632А87 4428 (24 марта в 16:32, маршрут № 87, госномер 4428)

По состоянию на 2022 год в городе действует 205 маршрутов, автобусные маршруты обеспечивают пассажирское транспортное сообщение внутри города Минска. При этом некоторая часть городских маршрутов выходит за пределы административной границы города, также обеспечивая крупные населённые пункты пригорода (Боровляны, Валерьяново, Гатово, Дроздово, Ждановичи, Колодищи, Лесной, Новый Двор, Озерцо, Сеница, Тарасово, Цнянка, Щомыслица и др.) и отдалённые микрорайоны города (Копище, Новая Боровая, Сокол, Сосны) регулярным сообщением с городом. Зачастую автобус выполняет функцию доставки пассажиров из жилых районов к ближайшим станциям метро (например, автобусные маршруты в Малиновке, Каменной Горке и Уручье). В жилых массивах, где метро отсутствует, автобус доставляет пассажиров в центр города, либо в промышленные зоны Минска (Колядичи, Шабаны, Западный промузел, районы тракторного и автомобильного заводов и др.). Также ряд маршрутов курсирует от жилых районов к рынку Ждановичи, однако после закрытия Лебяжьего рынка в 2020 году их количество стало сокращаться, а интервалы движения — увеличиваться. В 2012 году в Минске были организованы своеобразные школьные маршруты, изначально известные как «Малыш» и «Малышок», подвозящие детей и их родителей к детским садам и школам. В настоящее время работают около 6 таких маршрутов, которые совершают всего несколько рейсов в день и не функционируют в период школьных каникул.
Маршруты городских маршрутов имеют нумерацию 1—199, некоторые из них являются экспрессными (номер маршрута дополняется буквенным индексом «э») и скоростными (индекс «с» в номере). На скоростных маршрутах промежуточных остановок должно быть не более, чем в два раза меньше промежуточных остановочных пунктов по сравнению с их количеством для обычных автобусов. Экспрессные же маршруты как правило, совершают остановки лишь на основных остановочных пунктах с крупным пассажиропотоком. Некоторые так называемые «дочерние» маршруты, имеющие схожую с основным маршрутом трассу следования имеют в своих номерах буквенные индексы «а», «б», «в», «д», «п». В последние годы количество таких маршрутов стало сокращаться, что связано с присвоением последним отдельных номеров. Временные маршруты, запускаемые связи с дорожно-транспортными происшествиями, строительно-ремонтными работами, либо общественными мероприятиями имеют нумерацию 9××.
Большинство маршрутов действуют в течение всей недели, некоторые функционируют либо только по будням, либо только по выходным, отдельные — только в час «пик» (с 5 до 9 часов — утренний пик, с 15 до 19 часов — вечерний). Бо́льшая часть автобусных линий работают с 5³⁰ до 23⁰⁰ часов, некоторые начинают работать несколько раньше, некоторые — только с 7 часов. Отдельные автобусы отправляются в парк только в 1³⁰ ночи, но ночных маршрутов, как таковых не существует. Самыми длинными автобусными маршрутами являются 88с и 148с, пересекающие практически полностью всю южную часть города (21-24 км), 84-й маршрут из Малиновки в Слепянку (21 км) и маршрут 174э от станции метро «Могилёвская» до Транспортно-Логистического Центра (38 км). Самые короткие автобусные маршруты — 33-й, 197-й (ранее — 72д) и 120-й длиной от 2 до 3-х километров.

### Пригородные маршруты
Пригородные маршруты автобуса, которые обслуживаются ГП «Минсктранс» имеют нумерацию 300—498, а также 8×× (сезонные маршруты). Как и городские маршруты, пригородные имеют индексы «а», «д» — дополнительные к основным, а также «у» — укороченные. Также подразделяются на экспрессные, скоростные («э», «с») и обычные маршруты. Однако, в отличие от городских маршрутов, пригородные не имеют отдельного фиксированного тарифа, а цена билета зависит от дальности поездки. Ранее пригородные маршруты имели нумерацию от 200, однако 1 августа 2022 года произошла перенумерация почти всех маршрутов в пригородном сообщении.
В настоящее время, абсолютное большинство пригородных маршрутов курсируют по территории только Минского района. Ранее часть маршрутов следовала до населённых пунктов в Дзержинском, Логойском, Молодечненском, Пуховичском, Смолевичском и Узденском районах Минской области, однако с 29 декабря 2021 года в ходе оптимизации часть из них была отменена, часть — передача в ведение ГП «Минскоблпассажиртранс».
Для пригородных маршрутов (совместно с городскими) в пределах города функционируют автостанции «Юго-Западная» и «Автозаводская», а также диспетчерские станции «Славинского», «Карастояновой», «Запад-3», «Серова» и «Чижовка». На территории города пригородные автобусы выполняют только отдельные остановки, расположенных возле станций метро, расположенных возле выездов из города.

### Междугородные и международные маршруты
Из Минска отправляются междугородные маршруты в областные и районные центры Беларуси, а также около 20 международных маршрутов (Москва, Варшава, Вильнюс, Каунас, Мюнхен, Рига и др.).Для междугородных и международных маршрутов функционирует автовокзал Центральный. Раньше часть маршрутов принимал и автовокзал Восточный (закрыт).

### Закрытые маршруты
| №    | Конечные пункты                          | Дата закрытия    | Примечание                                                                          |
| ---- | ---------------------------------------- | ---------------- | ----------------------------------------------------------------------------------- |
| 4д   | ДС Дружная — станция Минск-Южный         | 2 сентября 2024  |                                                                                     |
| 8    | ДС Сухарево-5 — Люцинская                | 1 июля 2020      | заменён на троллейбус № 21                                                          |
| 10   | ДС Дружная — Воронянского                | 5 января 2021    | закрыт после ввода первого участка Зеленолужской линии метро                        |
| 38   | ДС Карастояновой — ДС Дружная            | 1 июня 2022      | закрыт в связи с продлением троллейбуса № 22. Сейчас курсирует по измененной трассе |
| 52   | ДС Лермонтова — Червенский рынок         | 17 сентября 2024 | заменён на троллейбус № 23                                                          |
| 82c  | ДС Серебрянка — Корженевского            | 1 марта 2025     | заменён на троллейбус № 82                                                          |
| 89э  | ДС Уручье-2 — ТЦ Ждановичи               | 1 февраля 2021   |                                                                                     |
| 72д  | Могилёвская — электродепо "Могилёвское"  | 1 февраля 2024   | перенумерован в № 197                                                               |
| 92с  | ДС Чижовка — Академия наук               | 1 декабря 2013   | заменён на троллейбус № 92. Сейчас курсирует по измененной трассе                   |
| 108п | АС Автозаводская — посёлок Гатово        | 1 февраля 2024   | перенумерован в № 164                                                               |
| 108б | ДС Чижовка — посёлок Гатово              | 1 февраля 2024   | перенумерован в № 198                                                               |
| 117с | ДС Чижовка — ДС Дражня                   | 16 мая 2022      |                                                                                     |
| 120д | Малиновка-6 — Малиновка                  | 11 октября 2021  |                                                                                     |
| 123  | ДС Лошица-2 — Площадь Независимости      | 1 июня 2022      | закрыт в связи с продлением троллейбуса № 22                                        |
| 165  | ДС Калиновского — Геологический переулок | 1 июня 2022      | с 16 декабря 2024 года перенумерован в № 165с                                       |

### Временно вводившиеся маршруты
- 901. Вокзал — пл. Змитрока Бядули. Работал с 1 марта по 1 ноября 2018 года на время реконструкции трамвайных путей на участке от улицы Захарова до Бобруйской улицы.
- 903. Червякова — Проспект Независимости. Работал с 15 марта по 2 мая 2025 года на время закрытия трамвайного движения от улицы Красной до диспетчерской станции "Озеро". Работал повторно 9 мая 2025 года на время проведения военного парада.
- 907. Будённого — Комаровский рынок. Работал с 1 по 7 июня 2020 года на время ремонта трамвайных путей на участке от улицы Змитрока Бядули до Долгобродской улицы. Вместе с ним также был введён и временный трамвайный маршрут № 10 (ДС Озеро — Проспект Независимости).
- 909.  ДС Серебрянка —   Тракторный завод. Работал с 7 по 9 мая 2022 года на время ремонта трамвайных путей на участке от Долгобродской улицы до улицы Плеханова.
- 913с.  Каменная Горка —   Октябрьская. Работал 21 и 22 марта 2020 года на время закрытия участка Автозаводской линии метро от станции "Молодёжная" до станции "Каменная Горка".
- 926.  Автозаводская — Чижовка-Арена. Работал во время Чемпионата мира по хоккею с 9 по 25 марта 2014 года.
- 946. ДС Карастояновой —   Площадь Франтишка Богушевича. Работал 9 мая 2025 года на время проведения военного парада.
- 970э. АС Юго-Западная — Западное кладбище. Запускается на Радоницу.
- 971э. ДС Запад-3 — кладбище Михановичи. Запускается на Радоницу.
- 972э. ДС Уручье-2 — кладбище Колодищи. Запускается на Радоницу.
- 973э. ДС Запад-3 — Северное кладбище. Запускается на Радоницу.
- 975э. Ст. м. "Автозаводская" — кладбище Михановичи. Запускается на Радоницу.
- 978э. ДС Уручье-2 — Королёв Стан. Запускается на Радоницу.
- 979э. ДС Карбышева — Северное кладбище. Запускается на Радоницу.

## Пассажиропоток
В 2020 году минскими автобусами были перевезены 252,9 млн пассажиров, что составило 39,0 % от общегородских перевозок. Автобус в Минске является самым востребованным видом городского пассажирского транспорта, периодически уступая это место метрополитену. Наибольшее количество пассажиров перевозится в часы пик — с 6 до 9 (утренний пик) и с 17 до 19 часов (вечерний пик). Самыми загруженными остановками в будние дни являются «ст. м. Каменная Горка», «ст. м. Уручье», «ст. м. Московская», «ст. м. Немига», «Романовская Слобода», «2-е кольцо» и «Вокзал». В субботу, воскресенье и праздничные дни бо́льшим спросом пользуются остановочные пункты у Дворца спорта и станции метро «Пушкинская».
| Перевезено пассажиров, млн.                                                                     | Количество автобусов, шт.                                                                       |
| Графики недоступны из-за технических проблем. См. информацию на Фабрикаторе и на mediawiki.org. | Графики недоступны из-за технических проблем. См. информацию на Фабрикаторе и на mediawiki.org. |

## Подвижной состав

### Действующий

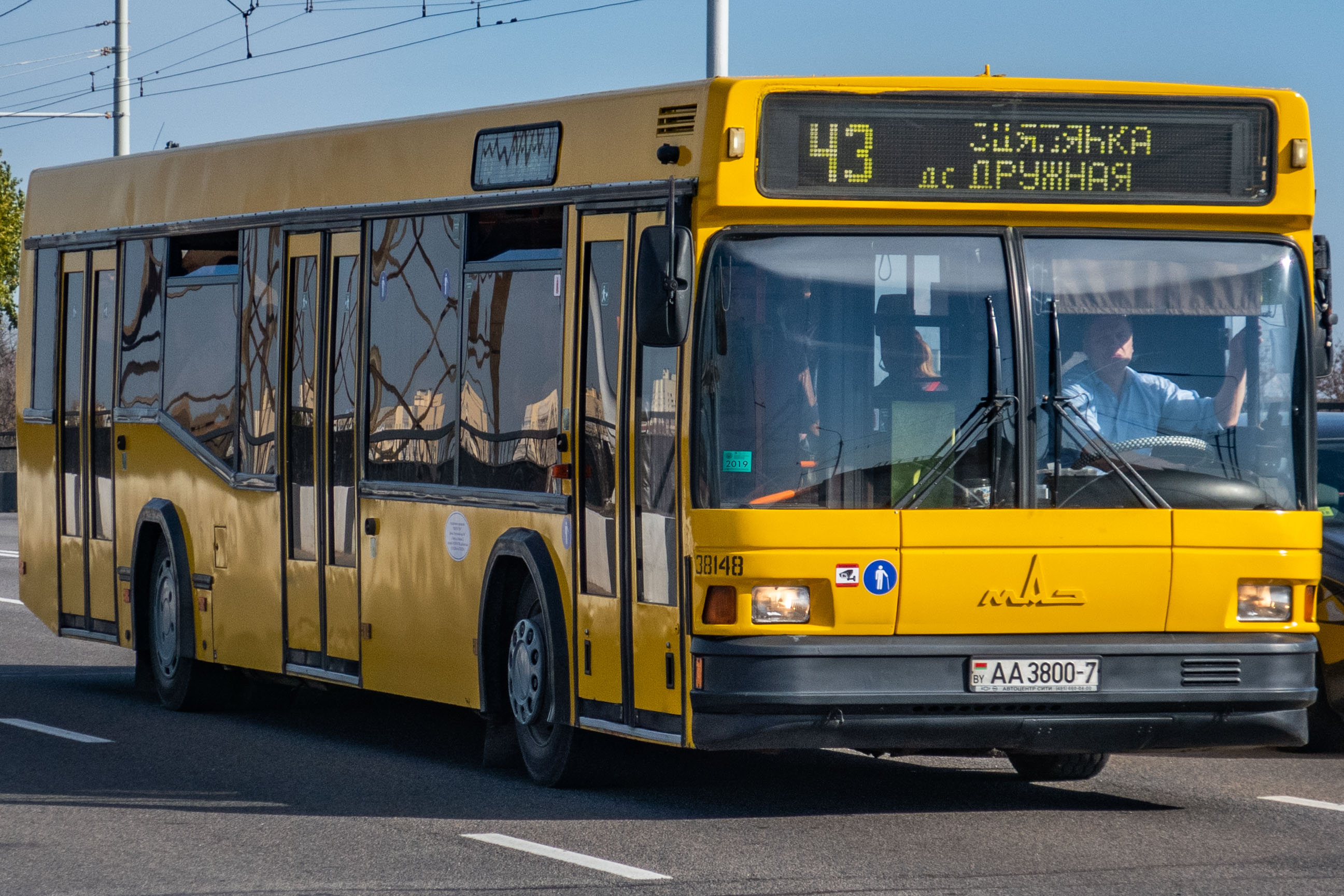
МАЗ-103 (с 1998 года; 52 шт.)
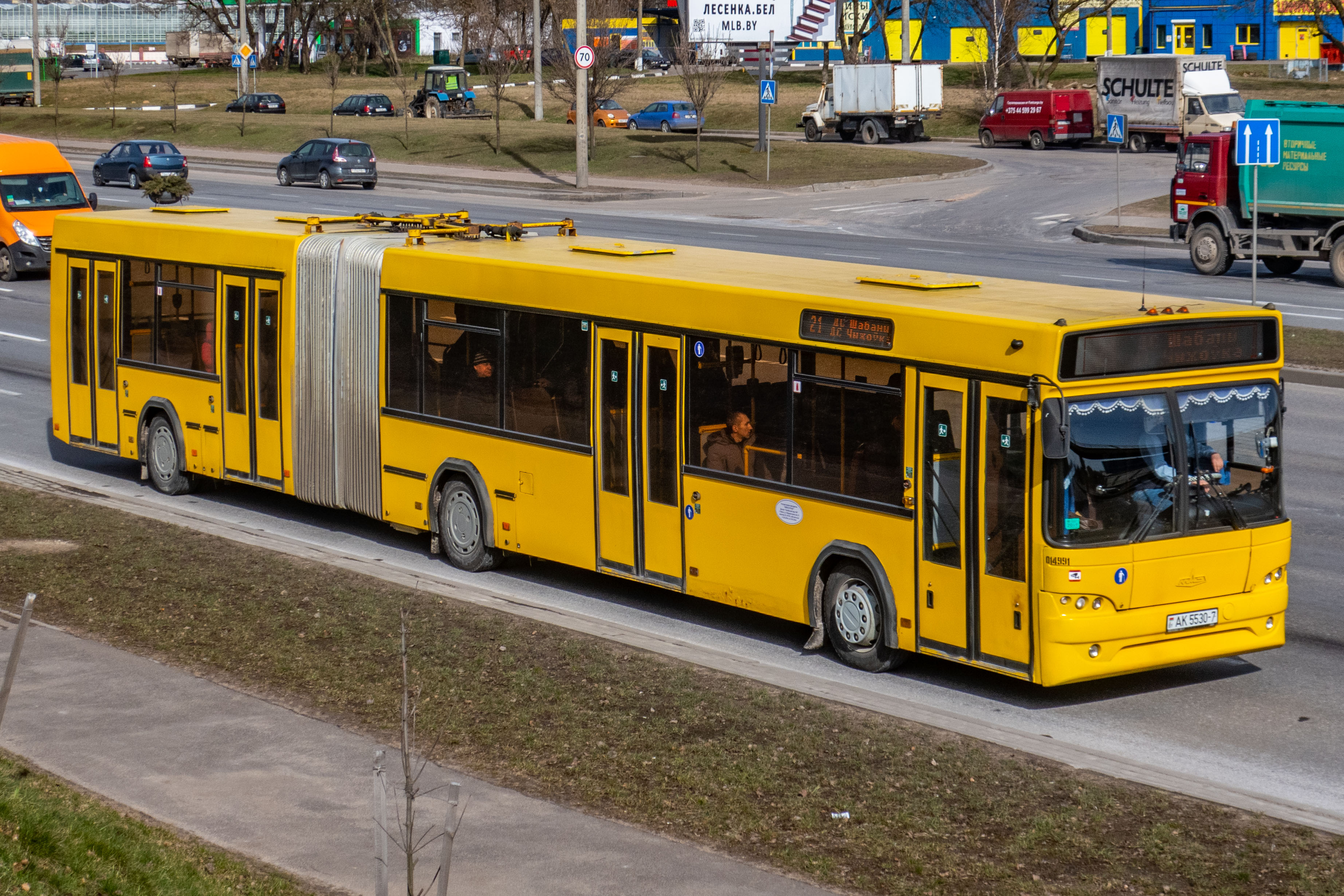
МАЗ-105 (с 1999 года; 57 шт.)
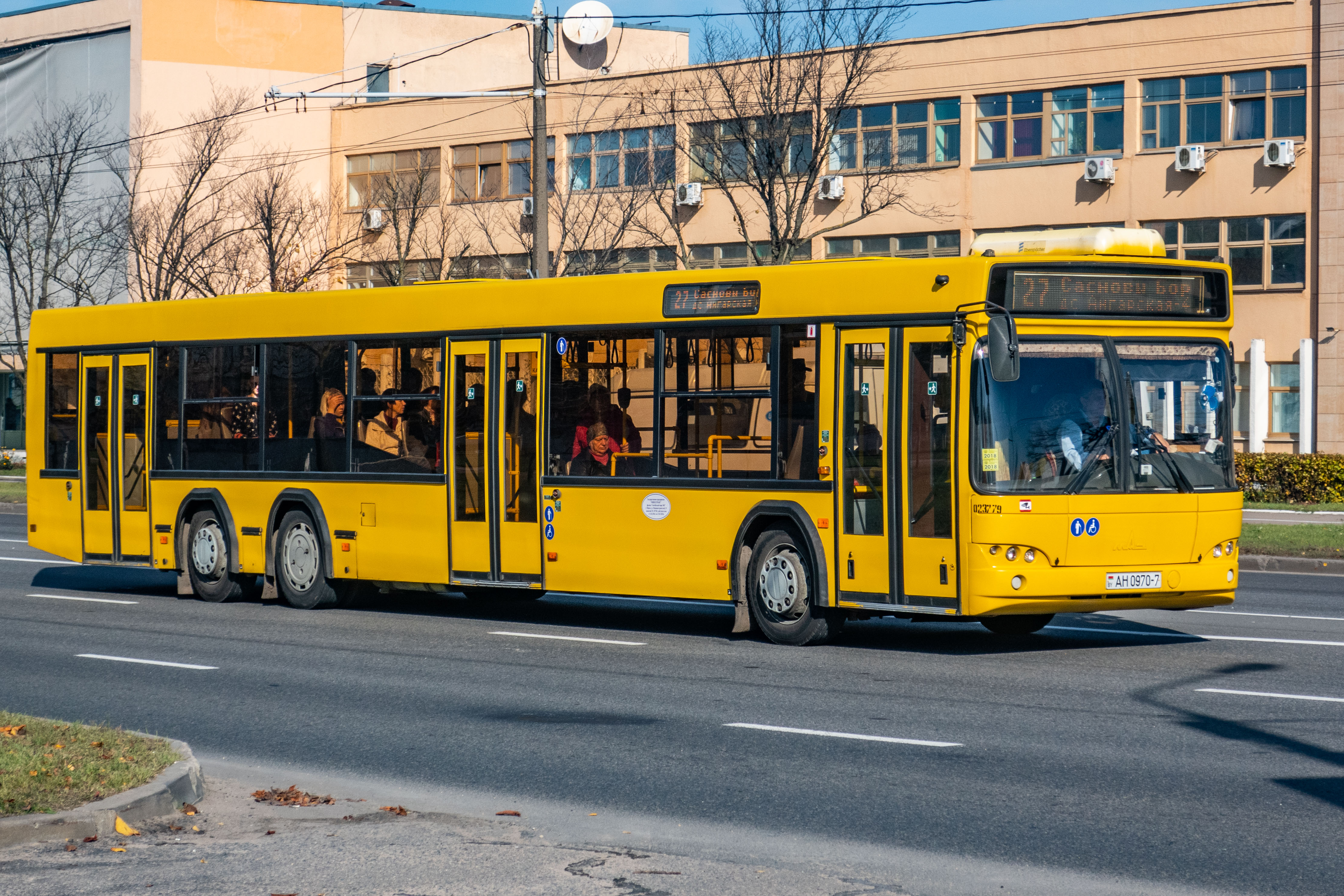
МАЗ-107 (с 2002 года; 191 шт.)
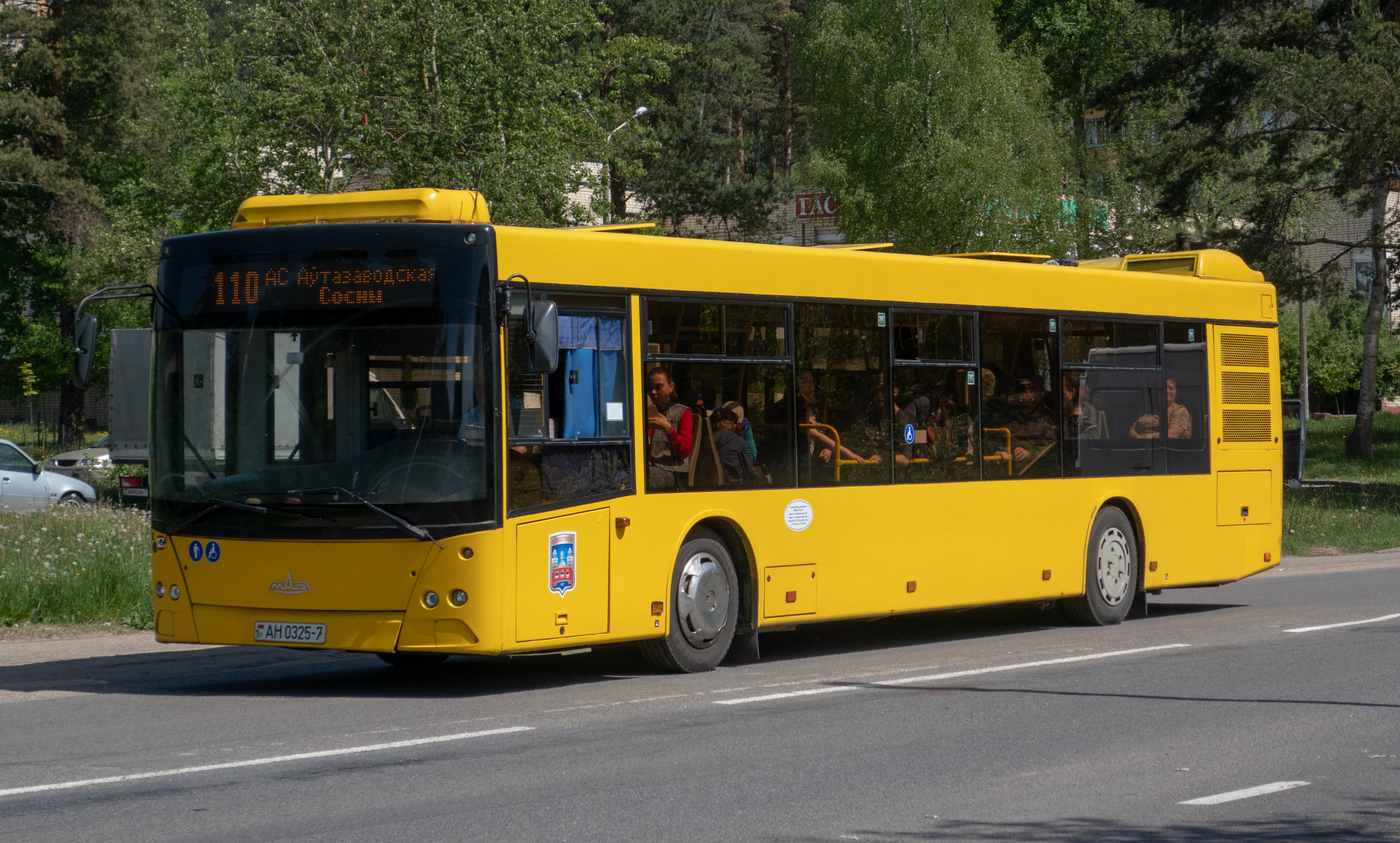
МАЗ-203 (с 2006 года; 581 шт.)
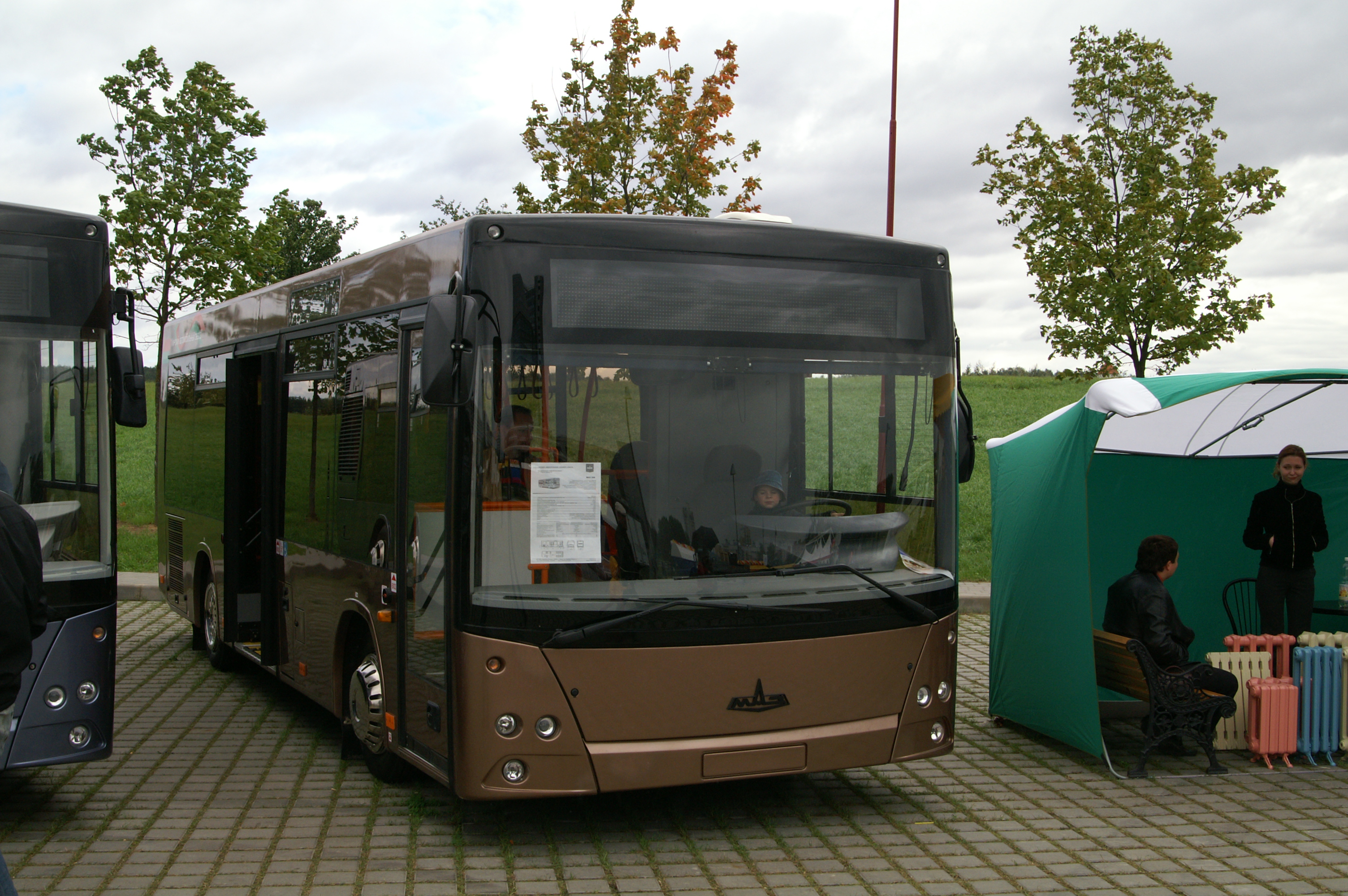
МАЗ-206 (с 2007 года; 4 шт.)
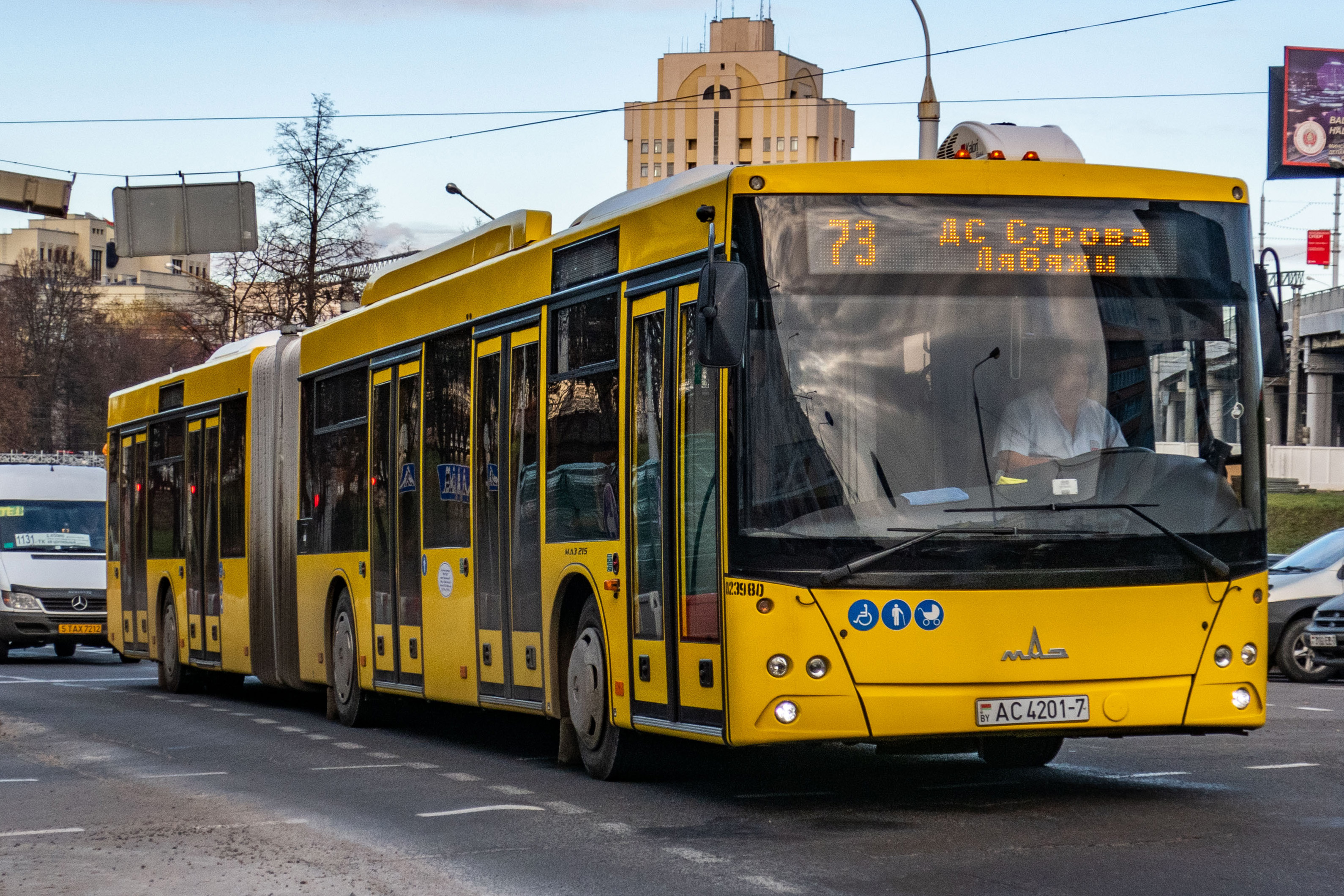
МАЗ-215 (с 2011 года; 286 шт.)

### Исторический

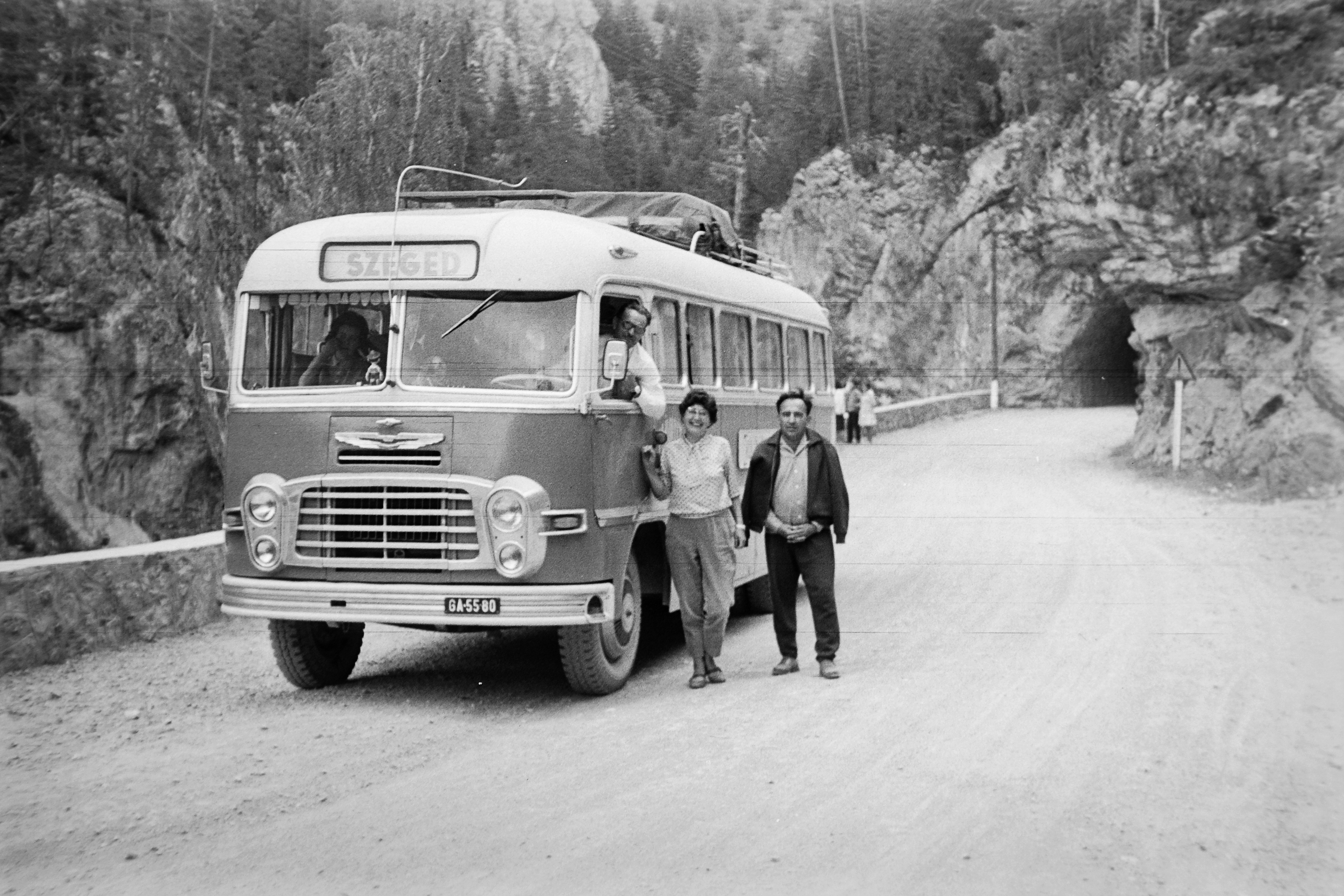
Ikarus 31
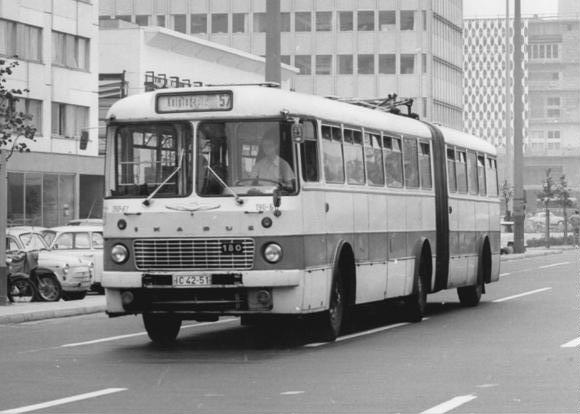
Ikarus 180
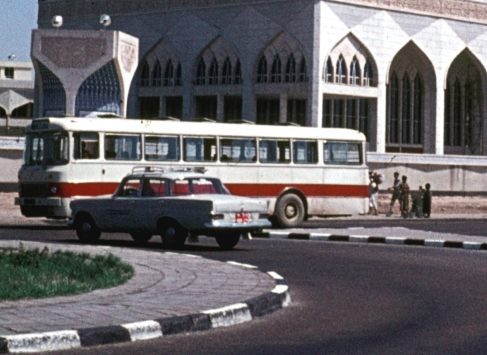
Ikarus 556
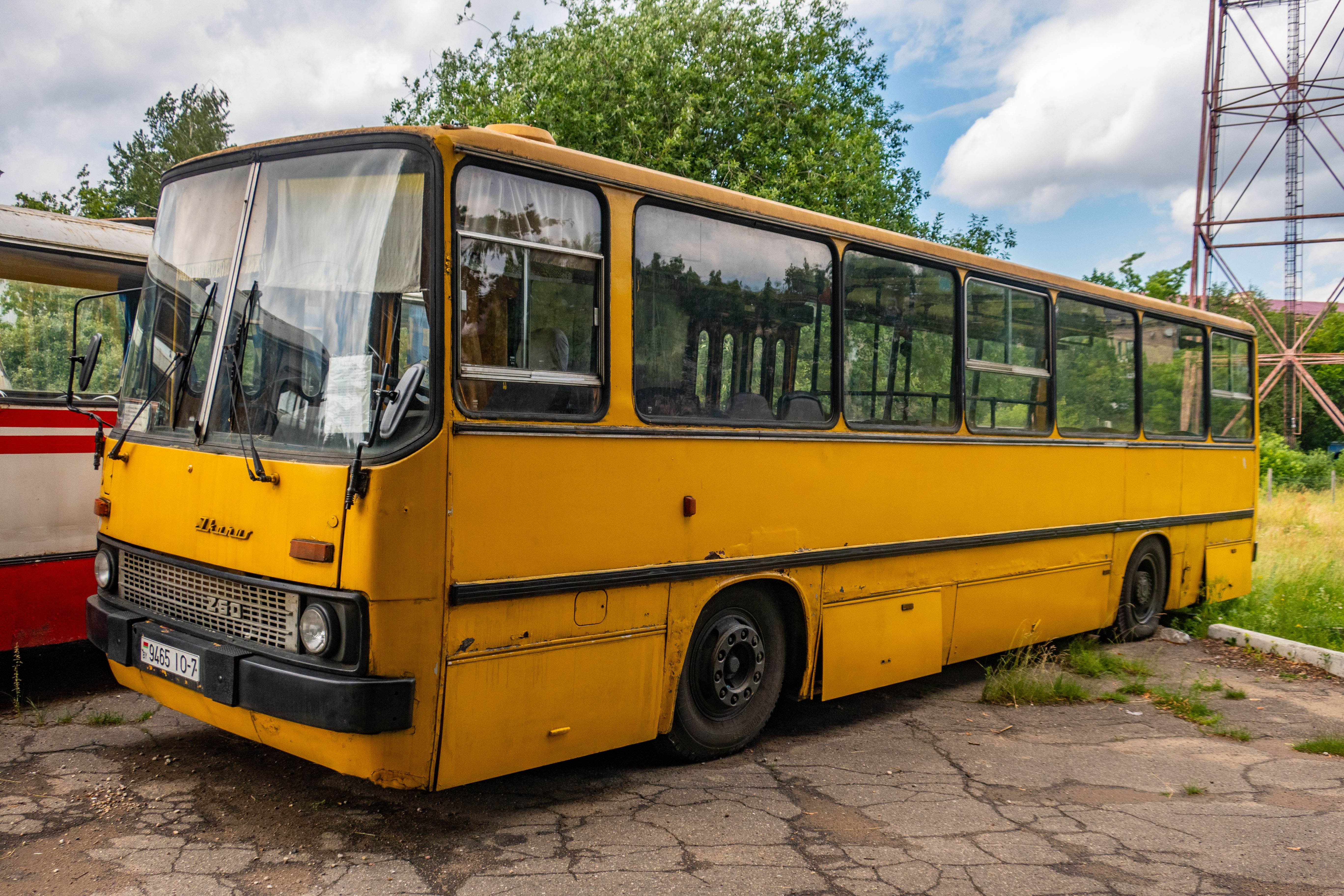
Ikarus 260
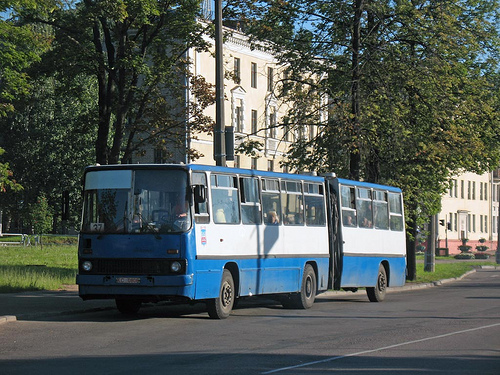
Ikarus 280
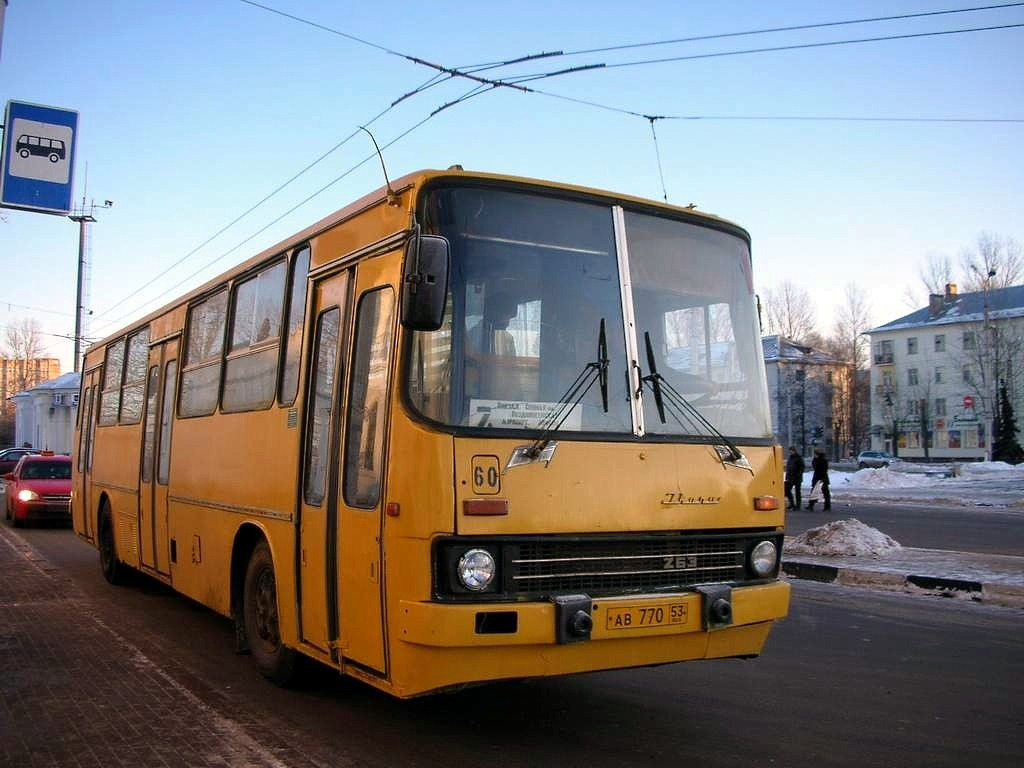
Ikarus 263.10
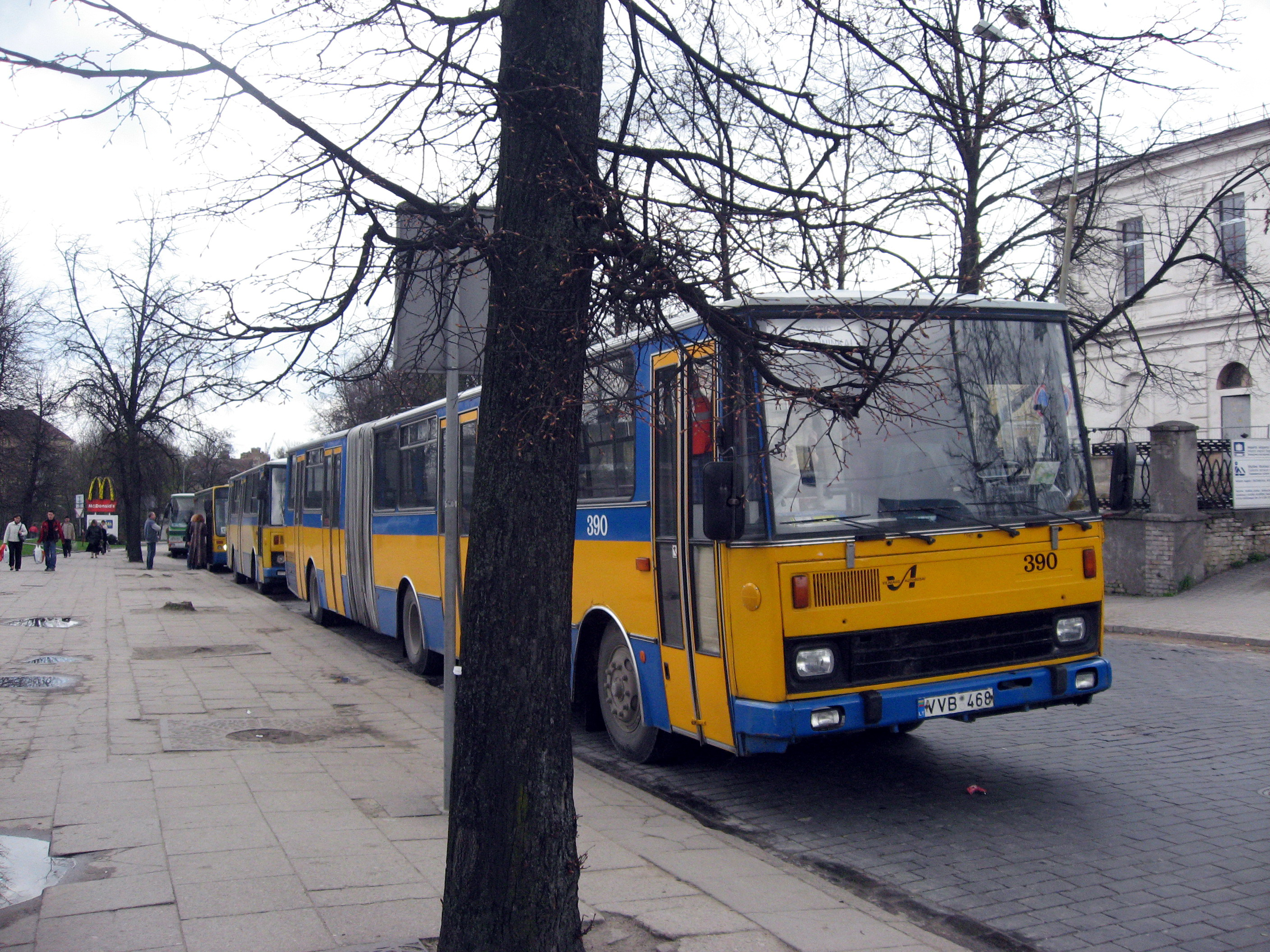
Karosa B 741 (1 экз.)
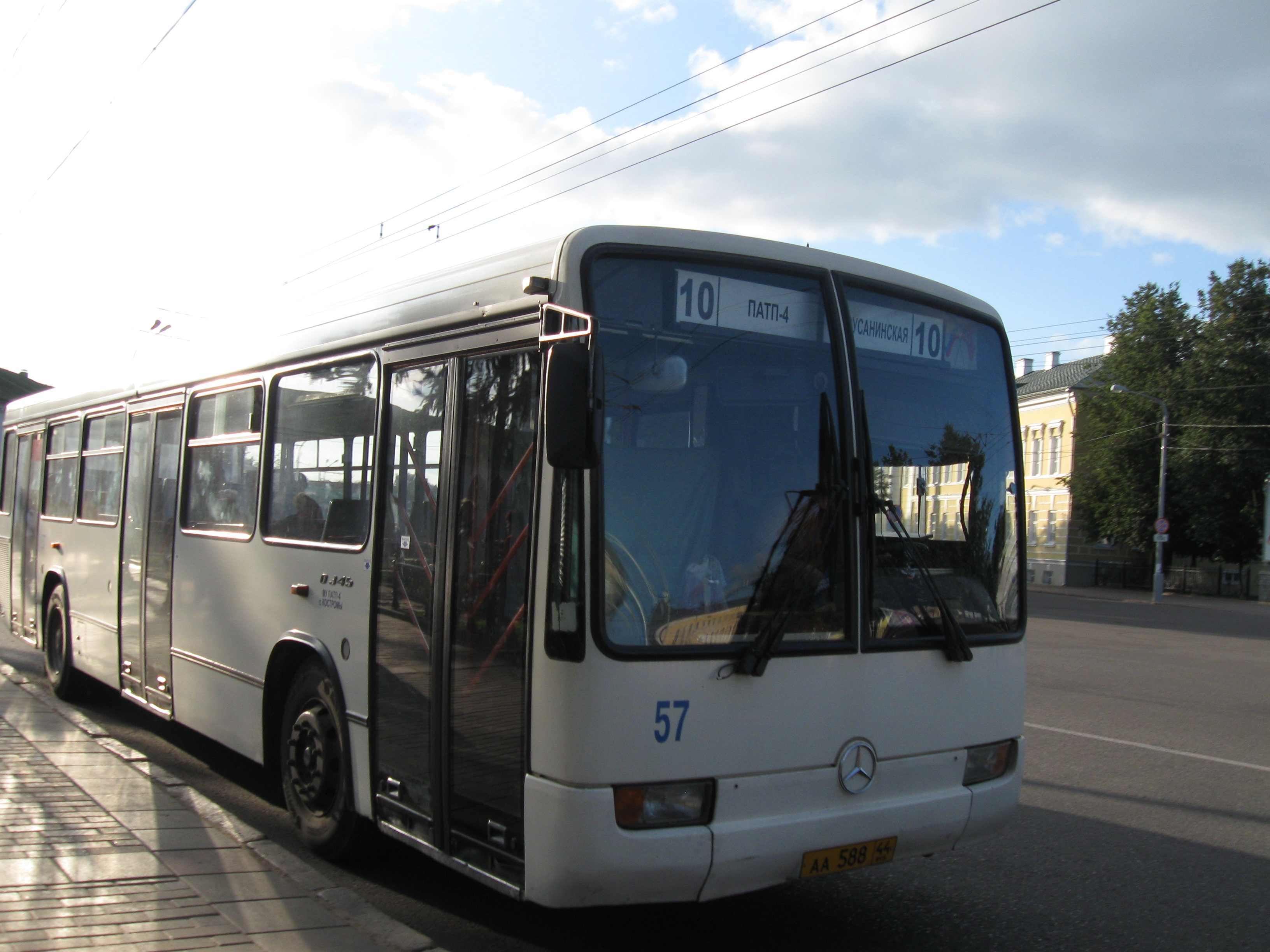
Mercedes-Benz O345 (1 экз.)
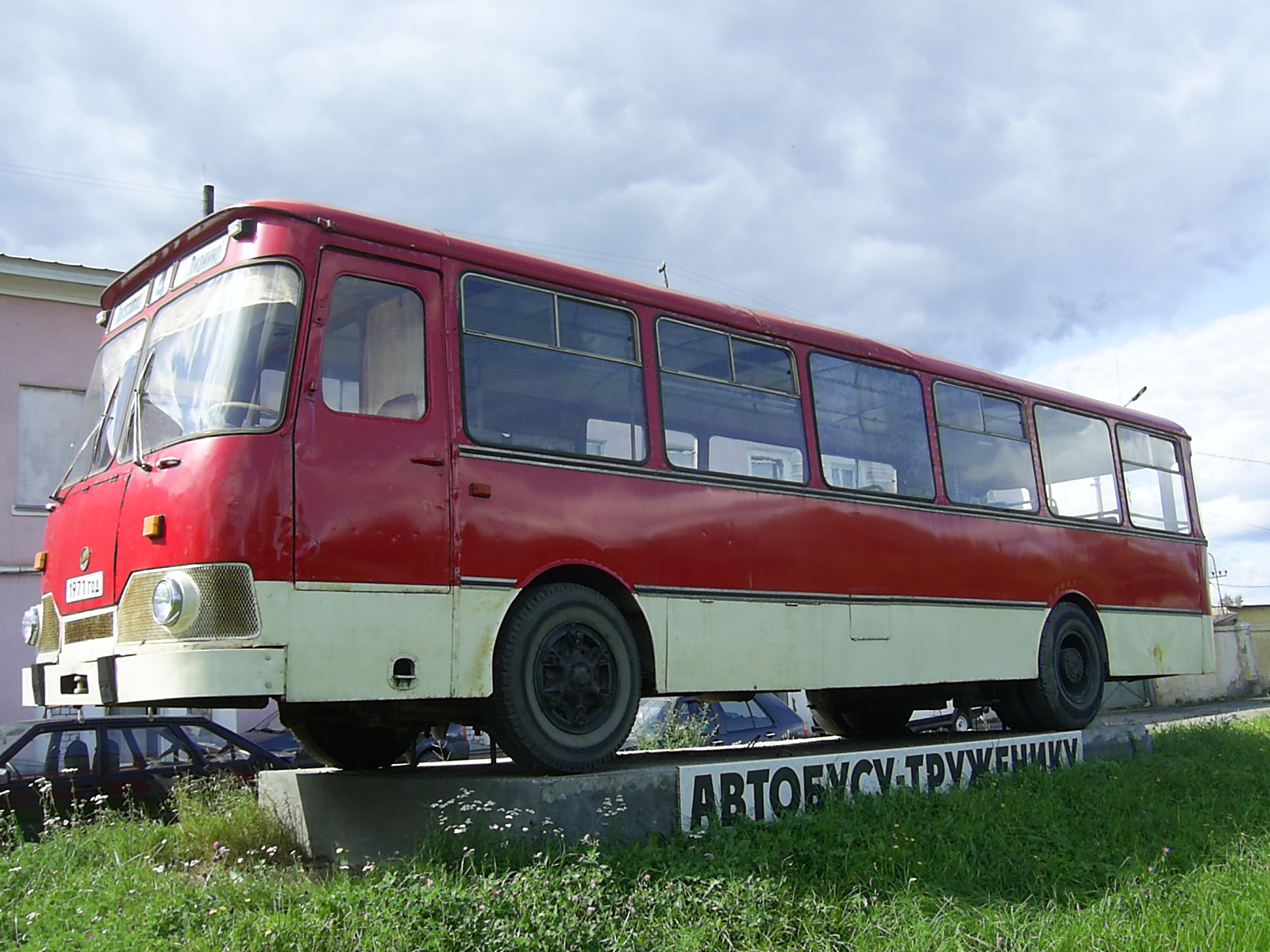
ЛиАЗ-677
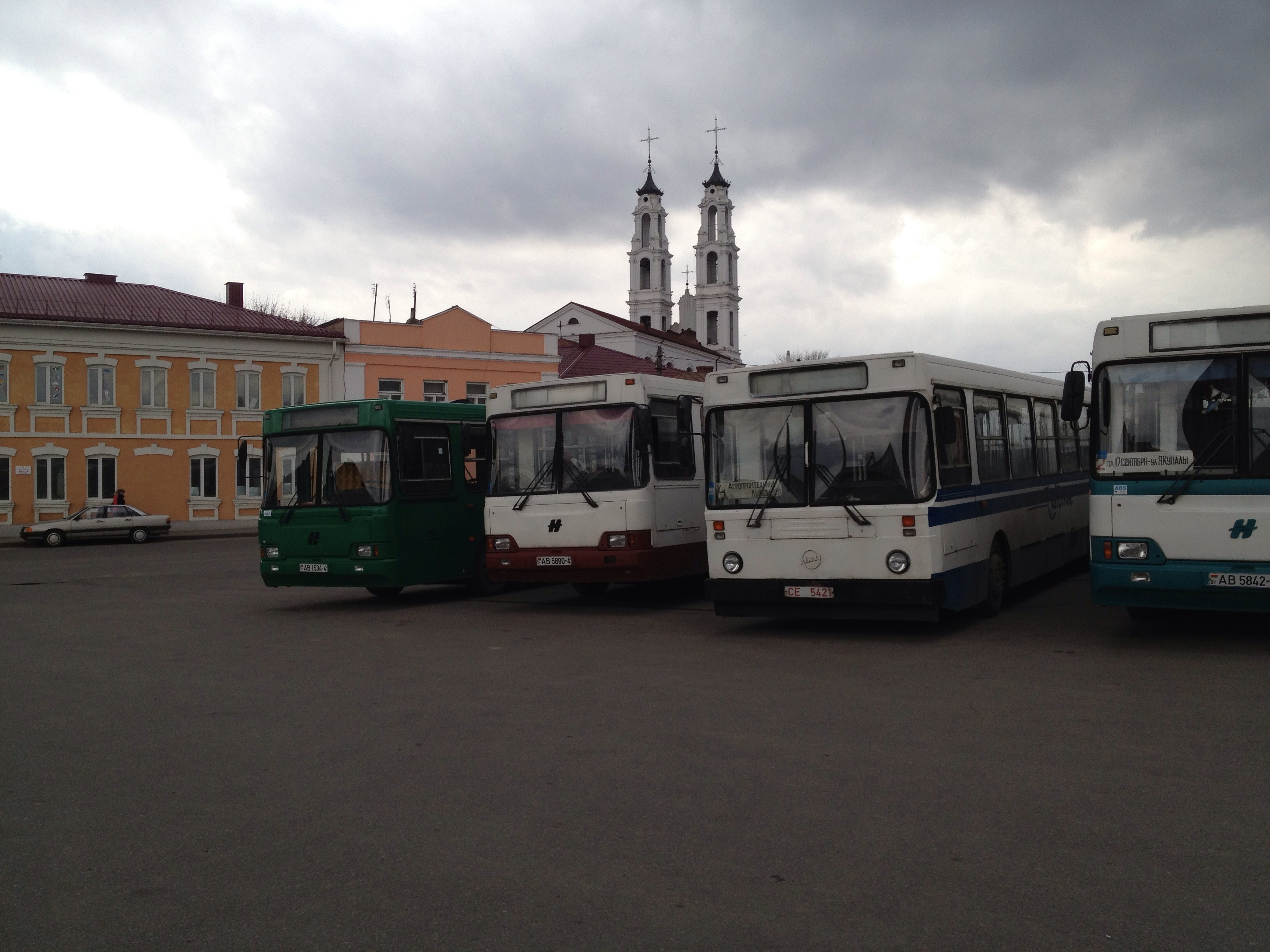
ЛиАЗ-5256
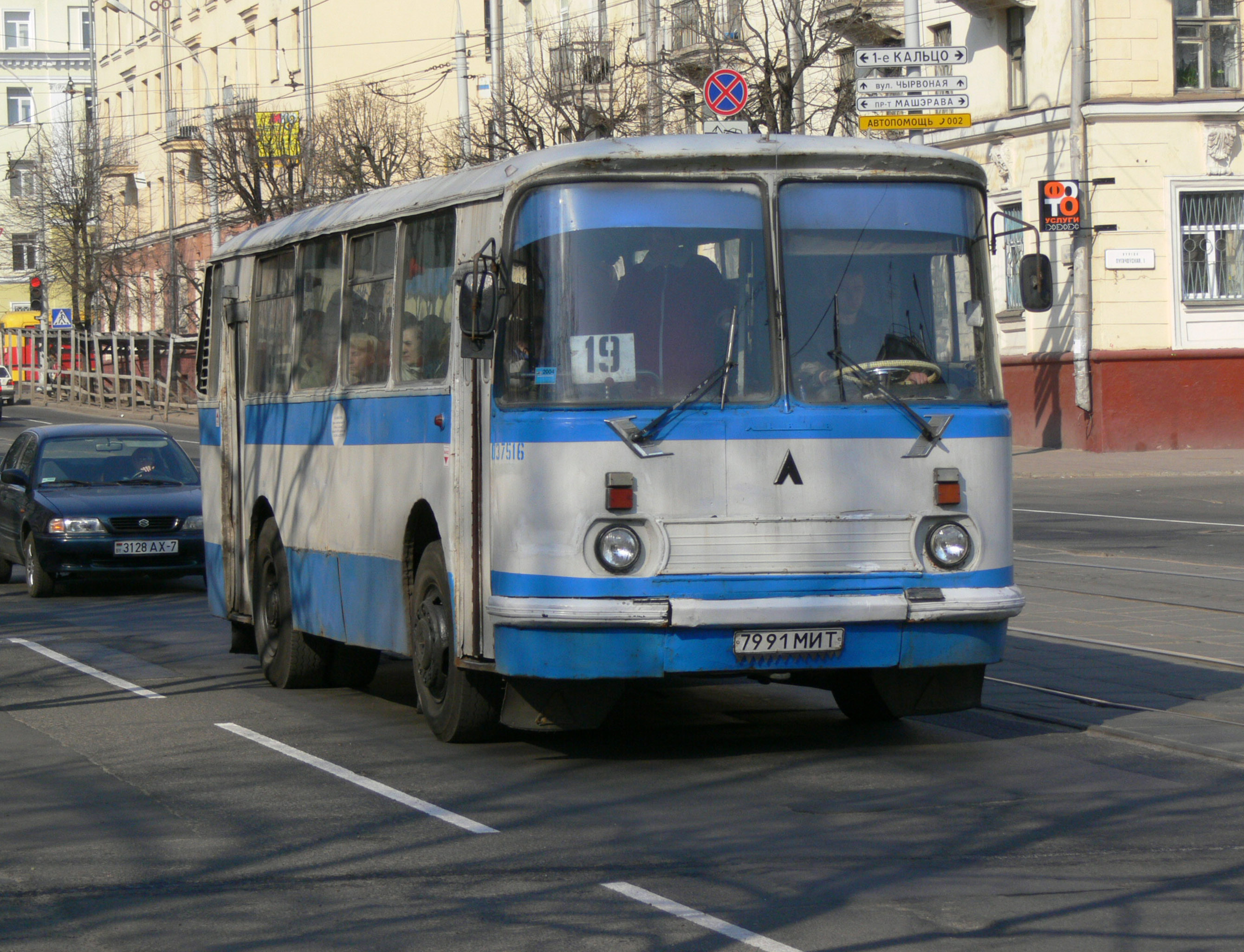
ЛАЗ-695
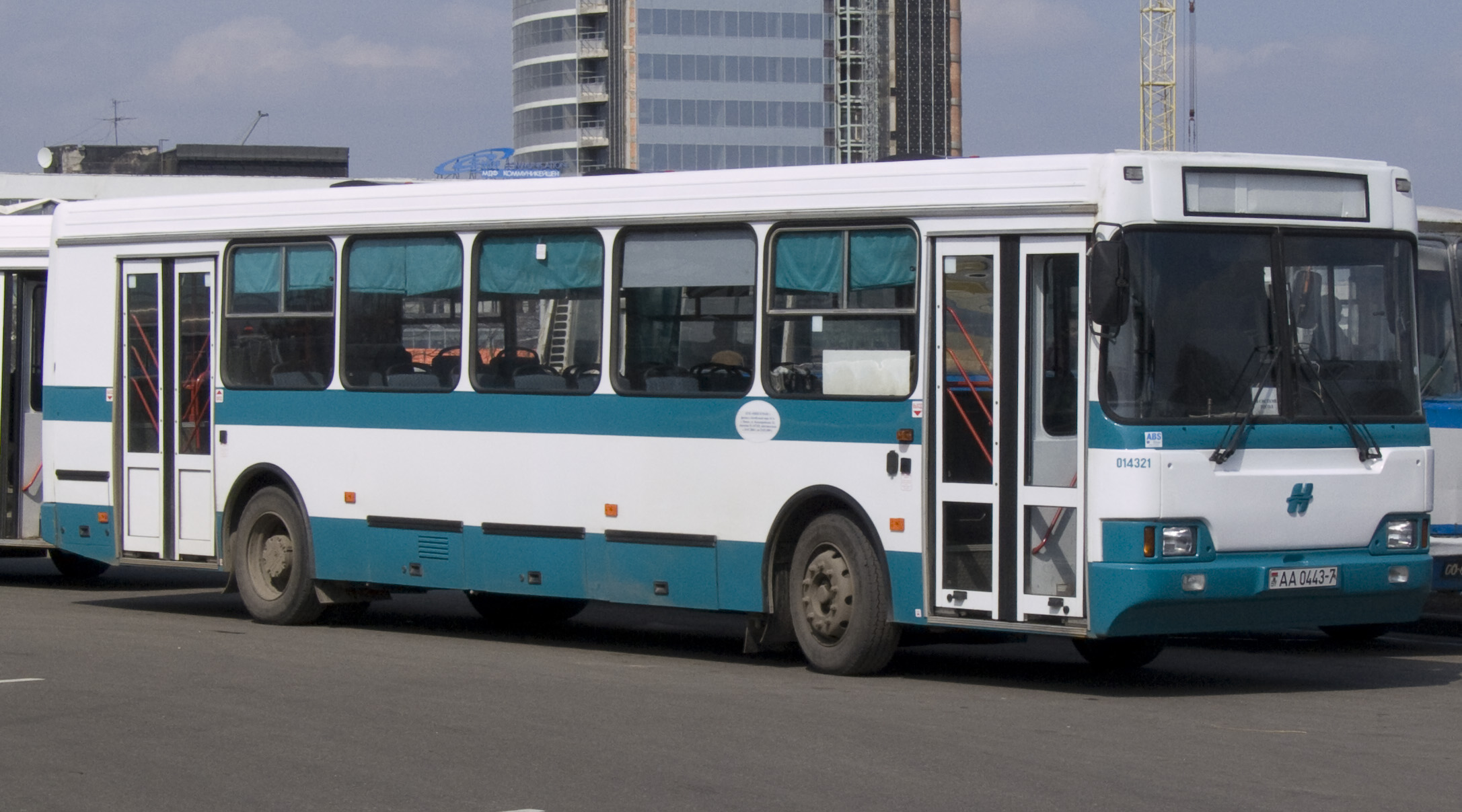
Неман-52012
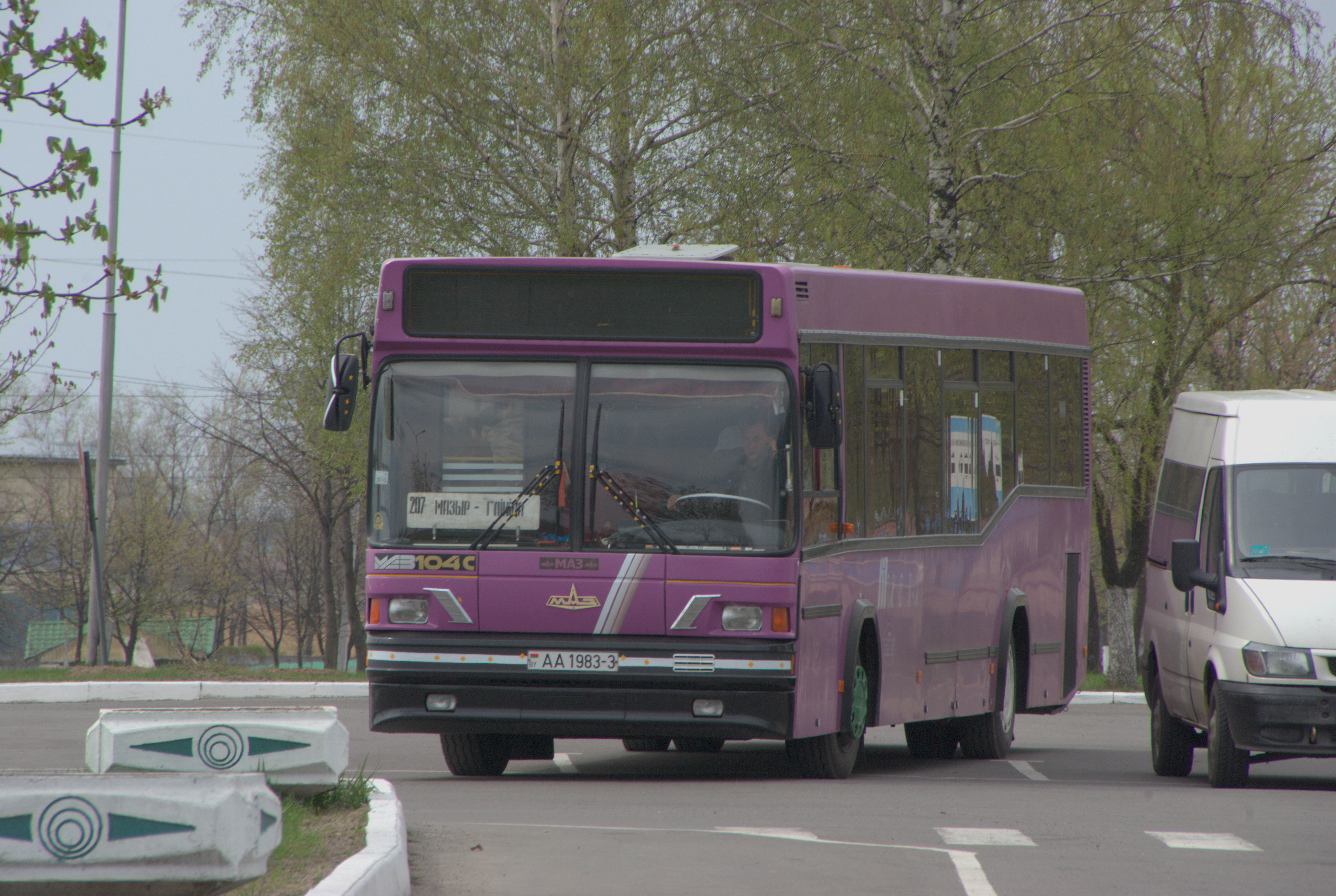
МАЗ-104

## Автобусные парки
Всего в Минске действует 5 автобусных парков.

### Действующие
Транспортный парк № 1
Транспортный парк №1 на ул. Гинтовта, 3 (53°56′56″ с. ш. 27°39′54″ в. д.) был открыт 31 января 2020 года. Изначально объект планировался как троллейбусный парк, однако впоследствии он был передан в ведение автобусному парку №4, став с 23 марта 2020 года самостоятельным филиалом. Площадь парка составляет 7,0 га, эксплуатируются 186 автобусов и 23 электробуса. Осуществляются городские и пригородные перевозки. Транспортному парку №1 подчиняются диспетчерские станции «Славинского» и «Уручье-4».
Автобусный парк № 5
Решение о строительстве 5-го автопарка было принято в 1972 году, связи с массовым жилищным строительством в западной и юго-западной частях города. Строительство парка велось с января 1976 по декабрь 1977 года, открытие состоялось 23 февраля 1978 года. В настоящее время парк является крупнейшим автопарком в Минске и Белоруссии (более 330 автобусов). Автобусный парк №5 расположен на улице Гурского,15к6 (53°52′57″ с. ш. 27°29′03″ в. д.), рядом с троллейбусным парком №3. Автопарк осуществляет городские и пригородные перевозки, в ведении находятся диспетчерские станции «Кунцевщина», «Запад-3», «Веснянка», а также автостанция «Юго-Западная». В среднем за год услугами филиала «Автобусный парка №5» пользуются около 65 млн человек, обслуживаются 96 маршрутов городского и пригородного сообщения.
Автобусный парк № 6
Автобусный парк на улице Машиностроителей, (53°50′53″ с. ш. 27°39′09″ в. д.) был открыт 6 ноября 1984 года. Общая площадь парка составляет 9,1 га, обслуживается порядка 300 единиц техники и 95 городских и пригородных автобусных маршрутов. Диспетчерские станции: «Ангарская-4», «Чижовка», «Шабаны», автостанция «Автозаводская».
Автобусный парк № 7
Автобусный парк №7 введён в эксплуатацию 16 августа 1971 года и расположился на 4-м переулке Кольцова, 2 (53°57′14″ с. ш. 27°35′58″ в. д.). Общая площадь территории составляет 9,71 га, насчитывается 260 единиц техники. Автобусы работают на 82 пригородных и городских маршрутов, в ведении парка находятся диспетчерские станции «Карбышева», «Карастояновой» и «Зелёный Луг-6».
Троллейбусный парк № 2
В 2022 году начался процесс закрытия автобусного парка №2, для освобождения занимаемой им площадки для жилищного строительства. Связи с этим в троллейбусный парк №2 была переведена часть обслуживаемых АП №2 автобусов и маршрутов. В ведении троллейбусного парка №2 находятся диспетчерские станции «Серова», «Серебрянка», «Курасовщина», «Чижовка-1», 18 городских троллейбусных маршрутов и 18 автобусных маршрутов.

### Ликвидированные
Автобусный парк № 1
Автобусный парк №1 располагался на улице Маяковского, 95 (53°52′18″ с. ш. 27°34′16″ в. д.), был открыт 11 февраля 1947 года. Осуществлял в основном городские, но также пригородные и междугородные перевозки. 11 февраля 1972 года в связи с 25-летием и за успехи в развитии пассажирских перевозок парк был награждён Почетной грамотой Верховного Совета БССР. В 2006 году насчитывалось 296 единиц техники, пассажирооборот составлял 4,56 млн пассажиров в год. В 2009 году автопарк был закрыт, транспортные средства были распределены между автобусными парками №2 и №5, территория парка была передана под строительство транспортной развязки и путепровода.
Автобусный парк № 2
Введение парка в эксплуатацию состоялось 1 декабря 1962 года. Автобусный парк № 2 располагался на улице Маяковского, 115а (53°51′48″ с. ш. 27°34′34″ в. д.) был открыт 1 декабря 1962 года. Осуществляет городские, междугородные и международные автобусные перевозки. В подчинении парка находятся диспетчерские станции «Лошица-2» и «Восточная». С июня 2022 года находился в стадии ликвидации, бо́льшая часть транспортных средств переведены в троллейбусный парк №2 и автобусный парк №6. В сентябре 2022 года автопарк был закрыт, транспортные средства были распределены между троллейбусным парком №2 и автобусными парками №5 и №6. Территорию парка площадью 8,3 га планируется передать под жилищное строительство.
Автобусный парк № 3
Автобусный парк №3 закрыт в начале 2007 года в связи с перепрофилированием земель, на которых он располагался. Парк был расположен на Кальварийской улице, 42 (53°54′30″ с. ш. 27°30′58″ в. д.), открыт в 1960 году. Специализировался исключительно на пригородных перевозках. Некоторое время обслуживал несколько городских и междугородних маршрутов.
Автобусный парк № 4
Автобусный парк на ул. Козлова, 22 (53°54′14″ с. ш. 27°35′33″ в. д.) был введён в эксплуатацию в 1967 году. Автопарк осуществлял городские и пригородные перевозки, в наличии имелись более 280 автобусов. В 2020 году автобусный парк был закрыт, а автобусы переведены в новый транспортный парк №1.

## Оплата проезда
Как и в других видах наземного пассажирского транспорта, стоимость проезда равняется 95 копейкам (в киосках) и 1 рублю (в салоне у водителя). С 2014 года в автобусах введена система оплаты проезда с использованием бесконтактных карт с одновременной установкой электронных компостеров для одноразовых талонов. С июля 2020 года в автобусах реализована оплата проезда смартфоном с использованием QR-кода. Контроль за оплатой проезда осуществляют контролёры, до сентября 2014 года на автобусных линиях также работали кондукторы.